# Albertas myr
Albertas myr är ett naturreservat  i Kyrkhults socken i Olofströms kommun i Blekinge. I Osby kommun i Skåne, finns en fortsättning av detta reservat i reservatet Böke myr.
Reservatet är 34 hektar stort och skyddat sedan 2015. Det omfattar en stor myrmark.